# Гиппоклид
Гиппоклид (др.-греч. Ἱπποκλείδης) — афинский государственный деятель VI века до н. э.
Аристократ из рода Филаидов, возможно, дядя или двоюродный брат Мильтиада Старшего.
В 566/565 до н. э. был архонтом-эпонимом; в его архонтство были учреждены Великие Панафинеи.
Анекдотическую историю об участии Гиппоклида в сватовстве к дочери тирана Клисфена Сикионского Агаристе (между 575 и 571 до н. э.) рассказывает Геродот. По его словам, Гиппоклид был самым богатым и красивым человеком в Афинах, и отец невесты отдавал ему предпочтение между другими претендентами, причём не только из-за доблести, но и по причине родства его семьи с Кипселидами.
В день, когда Клисфен намеревался объявить победителя, женихи на пиру стали состязаться в песнях и не вполне пристойных шутках, и Гиппоклид превзошел остальных, устроив непристойную пляску на столе, а закончил, встав на голову и танцуя вверх ногами.
Не оценив этот танец, Клисфен в раздражении воскликнул: «О, сын Тисандра, ты, право, проплясал свою свадьбу!», на что незадачливый жених ответил с аристократическим высокомерием: «А Гиппоклиду плевать!».
Геродот пишет, что слова эти вошли в поговорку. Её цитирует Аристофан в «Осах», а Плутарх, негодуя, что Геродот выставил его соотечественников-фиванцев персофилами, язвит историка его же собственными словами, утверждая, что «Геродоту наплевать на все».
О потомстве Гиппоклида ничего не известно. Существует предположение, что его внуком мог быть Исагор.